# Icos Corporation
Icos Corporation (Marca registrada ICOS), é uma companhia de biotecnologia norte-americana, que se dedica a descobrir e inovar o desenvolvimento de produtos proprietários com alto potencial comercial para o tratamento de doenças médicas sérias.

## História

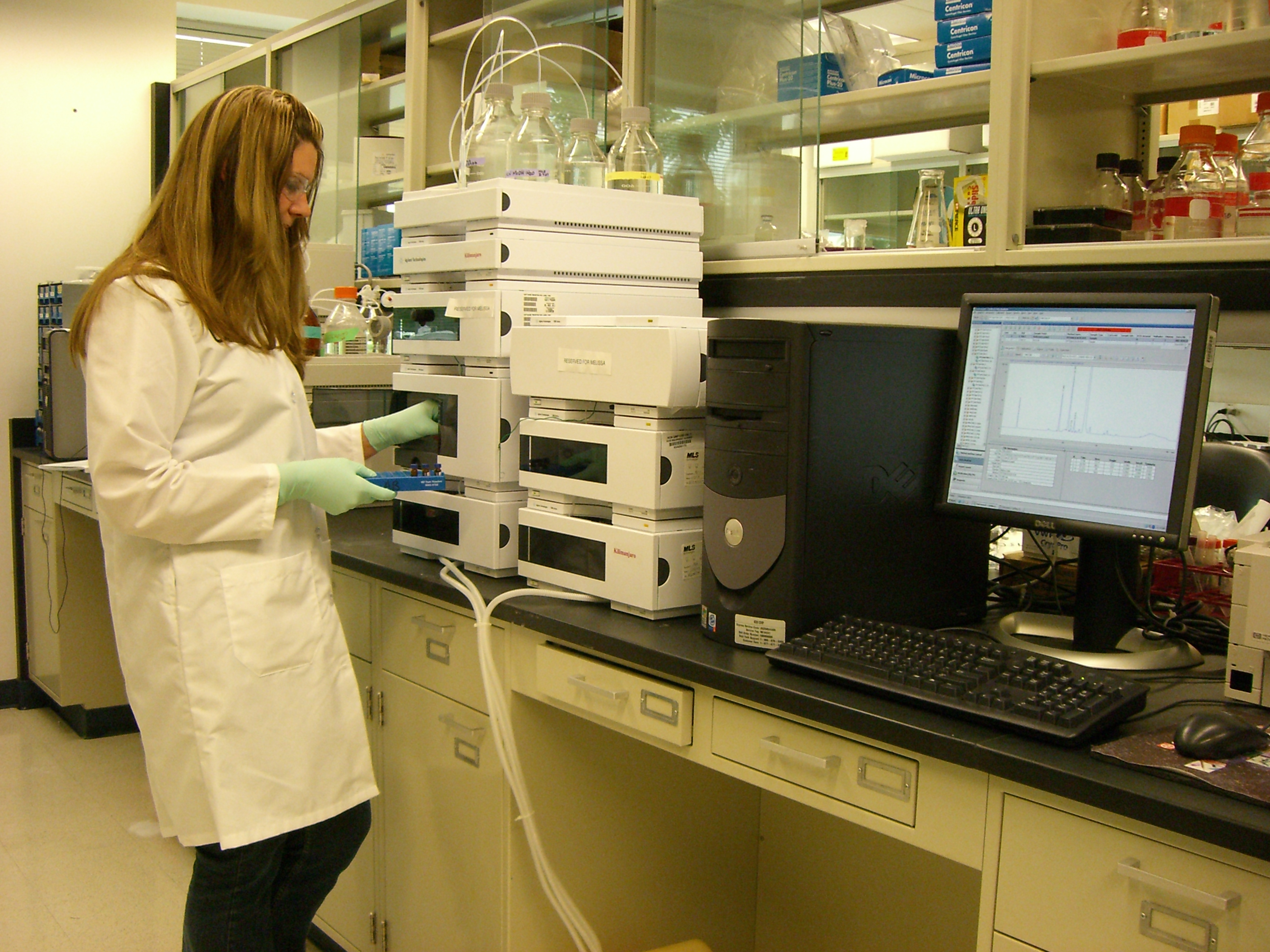
Laboratórios Icos

A empresa foi fundada em 1989 por George Rathmann, Nowinski Robert, e Christopher Henney, sendo formada com a meta de desenvolver novos medicamentos para tratar as causas subjacentes de doenças inflamatórias e parar o processo da doença em sua fase inicial.
O nome Icos, vem do termo Icosaedro, um poliedro de 20 lados , que é a forma de muitos vírus e foi escolhido porque os fundadores originalmente pensaram que o retrovírus poderia estar envolvido na inflamação. Os fundadores levantaram US$ 33 milhões em julho 1990 de muitos investidores, incluindo Bill Gates - que na época era o maior acionista, com 10% do capital social.